# رایان بوکمی
رایان بوکمی (انگلیسی: Rayane Boukemia؛ زادهٔ ۱۱ اکتبر ۱۹۹۲) بازیکن فوتبال اهل فرانسه است.